# Teodora (žena Romana I.)
Teodora (grčki Θεοδώρα; ? – 20. veljače 922.) bila je bizantska carica kao žena cara Romana I. Lakapena, koji je isprva bio samo admiral, ali je 17. prosinca 920. postao suvladar cara Konstantina VII. Porfirogeneta te je Teodora postala Augusta u siječnju 921. Jean-François Vannier je iznio teoriju o Teodori, prema kojoj je ona bila druga supruga cara Romana.
Djeca Teodore i Romana:
- Kristofor Lakapen, otac Irene Lekapene[2]
- Stjepan Lakapen
- Konstantin Lakapen
- Teofilakt Lakapen (carigradski patrijarh)
- Helena Lekapene, žena cara Konstantina VII. Porfirogeneta
- Agata, žena Romana Argira i baka cara Romana III. Argira

| Kraljevske titule           | Kraljevske titule      | Kraljevske titule          |
| --------------------------- | ---------------------- | -------------------------- |
| prethodnik Zoe Karbonopsina | Bizantska carica majka | nasljednik Helena Lekapene |